# ند زلیچ
ند زلیچ (زاده ۴ ژوئیهٔ ۱۹۷۱) یک بازیکن فوتبال اهل استرالیا است.

## تیم ملی
وی در تیم ملی فوتبال استرالیا و از جمله حماسه ملبورن تیم ملی فوتبال ایران بازی کرده است.